# Сиуч (Ульяновская область)
Сиуч — село в Майнском районе Ульяновской области. Входит в состав Тагайского сельского поселения.

## География
Находится у реки Сиучка на расстоянии примерно 25 километров на север-северо-восток по прямой от районного центра поселка Майна.

## История
Основан в 1671 году.
В 1780 году, при создании Симбирского наместничества, деревня Сиуч, при ключе, пахотных солдат, вошла в состав Тагайского уезда. В 1796 году вошла в состав Симбирского уезда Симбирской губернии.
В 1859 году деревня Сиуч (Сивучи) во 2-м стане на Московском почтовом тракте из г. Симбирска, имелось: заводов паташных 3, боен — 8.
В 1861 году деревня вошла в Тагайскую волость. После отмены крепостного права, в полверсте жителями была основана деревня Малый Сиуч (Петровка), а Сиуч стал называться Большой Сиуч.
В 1869 году в селе Большой Сиуч был построен деревянный храм. Престолов два: главный (холодный) — в честь Казанской иконы Божьей Матери, в приделе (теплый) — во имя Святителя и Чудотворца Николая.
На 1900 год в Большом Сиуче жило: в 170 дворах — 523 м. и 478 ж., в д. Петровке (Малом Сиуче, при рч. Сиучке, в 1/2 в.; н. р.) в 28 дворах жило: 83 м. и 80 ж., всего в 198 дворах — 606 м. и 558 ж.; раскольников поморского толка 2 м. и 1 ж. В с. Сиуч есть начальная земская школа.
В 1913 году в селе было: 207 дворов, 1458 жителей, церковь, школа.
В 1928—30 гг. и в 1935—1956 гг. село входило в Тагайский район.
В 1930—35 гг. и с 1956 года — в Майнском районе.
В 1990-е годы работало отделение СПК «Сиуч».

## Население
Население составляло: 86 человек в 1780 г.; в 1859 году в 63 дворах жило: 309 муж. и 355 жен.; 198 человек в 2002 году (русские 45%, чуваши 50%), 199 по переписи 2010 года.